# Шур, Исай
Иса́й Шур (нем. Issai Schur, при рождении Шая Мовшевич Шур; 29 декабря 1875 (10 января 1876), Могилёв — 10 января 1941, Тель-Авив) — русский, немецкий и израильский математик.

## Биография
Родился 29 декабря 1875 года (по старому стилю) в семье купца первой гильдии, потомственного почётного гражданина Мовши Шаевича Шура и Голды Шмулевны Ландо в Могилёве, на территории тогдашней Российской империи. В 1888 году в возрасте 13 лет Шур уехал в Лиепаю (Курляндия, ныне в Латвии), где жили его замужняя сестра и брат. Курляндия была одной из трех балтийских губерний царской России. Со времен средневековья балтийские немцы были там высшим социальным классом, и местная еврейская община говорила в основном на немецком, а не на идиш. Шур посещал немецкоязычную гимназию в Либаве с 1888–1894 гг., был удостоен высшей оценки на своем выпускном экзамене, получив золотую медаль. Здесь он научился свободно говорить по-немецки.
Далее учился в Берлинском университете. Ученик Г. Фробениуса и Л. Фукса. Получил докторскую степень в 1901 году, стал преподавателем в 1903-м. Профессор Берлинского университета (1910), после переезда в Бонн профессор Боннского университета (1919). Иностранный член-корреспондент Академии наук СССР (1929).
Шур отклонил предложения переехать в США и Великобританию (в 1934 году). Тем не менее как еврей был изгнан из университета в 1935 году и исключён из Прусской академии наук (1938). Переехал в Палестину в 1939 году. Преподавал в Еврейском университете в Иерусалиме.
Занимался теорией конечных групп и их представлениями. Широко известен как автор «леммы Шура», теорем Шура.
В его честь назван тест Шура.
Его жена Регина (Малка, 1881—1965) была сестрой еврейского общественного деятеля, адвоката Я. Г. Фрумкина.

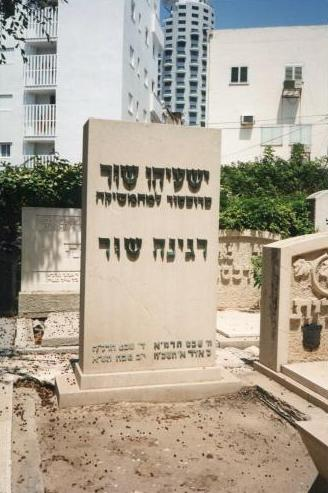
Могила Исая Шура